# Santa Rosa de Mas d'en Bosc
Santa Rosa de Mas d'en Bosc és la capella de la masia de Mas d'en Bosc, de la Torre de Rialb, al municipi de la Baronia de Rialb (Noguera), que forma part de l'Inventari del Patrimoni Arquitectònic de Catalunya.
A la masia d'hi pot anar des de la carretera C-1412b (de Ponts a Tremp) prenent el desviament a la dreta que es troba al punt quilomètric 5,8 (41° 56′ 20″ N, 1° 11′ 02″ E / 41.938971°N,1.183758°E). Està senyalitzat com "Presa de Rialb - perimetral". Al cap de 4,2 km. es troba el trencall (també senyalitzat) que puja al mas.

## Descripció

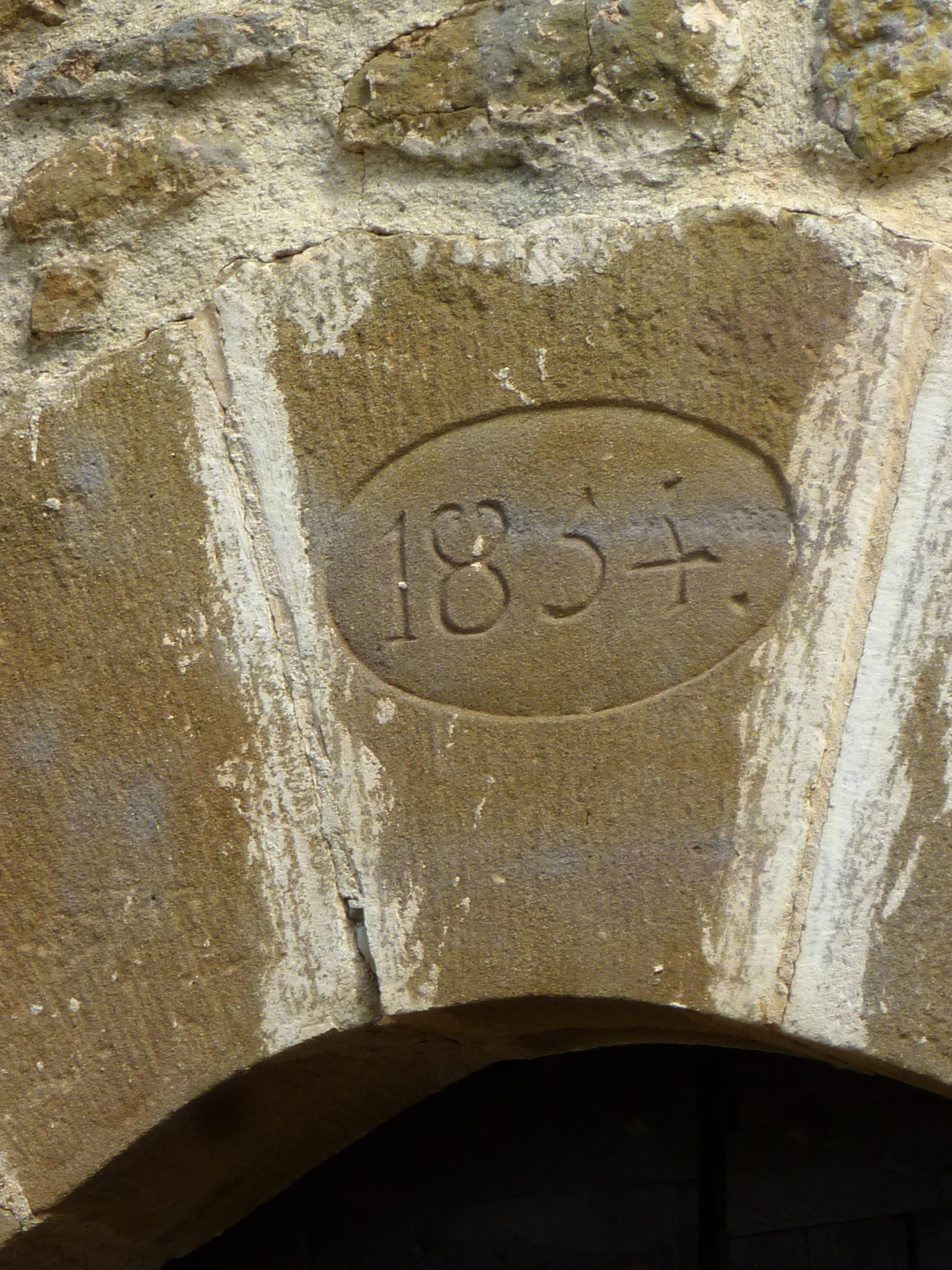
Clau de la volta

És un edifici rectangular que forma part del mur que tanca el pati del Mas d'en Bosc, amb una façana lateral. Té una porta d'arc de mig punt dovellada. La volta interior s'aguanta sobre una imposta correguda. Una fornícula, al fons, conté l'escultura de la santa. Al mur exterior té una petita espitllera. La senzilla espadanya està rematada per una creueta de ferro. Té un cobert adossat per a emmagatzemar el blat de moro provisionalment. L'any "1834" és la data que es pot llegir a la clau de la porta.